# Vila de Sena
 Sena  es una villa y también uno de los tres puestos administrativos que forman el distrito de Caia
en la provincia de Sofala en el centro-este de Mozambique, región costera en el canal de Mozambique.

## Geografía
A 69 m s. n. m. y situada en la margen derecha del río Zambeze donde por el puente de Dona Ana atraviesa la línea de ferrocarril que une Beira con Salima.
Puesto administrativo (posto administrativo) con 35 883 habitantes y formado por dos localidades: Vila de Sena y Licoma.